# Banaur
Banaur é uma cidade  no distrito de Patiala, no estado indiano de Punjab.

## Demografia
Segundo o censo de 2001, Banaur tinha uma população de 15,005 habitantes. Os indivíduos do sexo masculino constituem 54% da população e os do sexo feminino 46%. Banaur tem uma taxa de literacia de 61%, superior à média nacional de 59.5%; com 58% para o sexo masculino e 42% para o sexo feminino. 15% da população está abaixo dos 6 anos de idade.